# عصيان شاه قلي
عصيان شاه قولي (9 أبريل 1511 - 2 يوليو 1511)، كانت حركة تمرد شيعية في الأناضول مدعومة من قبل الصفويين، والتي كانت موجهة ضد الدولة العثمانية عام 1511م. بدأت الثورة من قبل القبائل التركمانية التي كانت تسكن جبال طوروس قبل انتشار باقي المجموعات العرقية في تلك المنطقة. سميت هذه الثورة على اسم قائد الثوار شاه قلي، وانتهت الثورة بموت قائدها.

## الخلفية التاريخية
تأسست الدولة الصفوية على يد إسماعيل الصفوي ابن الشيخ حيدر في بداية القرن السادس عشر. كان إسماعيل بطلاً شيعياً بحسب أتباعه وكان في نفس الوقت يحمل الدماء التركمانية. بسبب رجال الدين الشيعة المدعومين من قبل الصفويين، قام التركمان الذين يعيشون داخل حدود الدولة العثمانية بالحراك ضد الحكومة العثمانية بقيادة شاه قلي. حاول شاه قلي وأتباعه بالقيام بثورة على نفس النمط الصفوي والتي حدثت قبل سنوات قليلة. لم يكن العثمانيين يجهلون النشاطات والحراك الصفوي لكنهم كانوا مشغولين بالمشاكل الداخلية في أواخر فترة حكم السلطان بايزيد الثاني. لذا وبسبب انشغال العثمانيين، استطاع إسماعيل الحصول على الكثير من الأتباع والداعيم له في الأقاليم العثمانية. وشاه قلي كان أحد القادة الذين دعموا مخططات الشاه، فكلمة شاه قلي تعني خادم الشاه.

## الأحداث التاريخية
في بدايات فترة خلو العرش، كان قورقود بن بايزيد الثاني وهو أحد الأمراء العثمانيين يسافر من الأناضول إلى مانسيا ليصبح أقرب إلى العاصمة إسطنبول. قام شاه قلي بالإغارة على قافلة الأمير قورقود وسرق مافيها من كنوز.بعدها بدأ شاه قلي بالهجوم على القرى وقتل المسؤولين الحكوميين الموجودين فيها. قام شاه قلي أيضاً بالإغارة على آلاشهر لكي يحظى ببعض الكنوز من البلاط العثماني. حينها فقط قامت قوات عثمانية بقيادة قراقوز أحمد باشا باي الأناضول للتحقيق في أمر هذا التمرد ومنع تحركات شاه قلي. لكن المتمردين انتصروا وقاموا بإلقاء القبض على الباي وإعدامه. ذاع صيت ونجم شاه قلي من بعد هذا الحدث وتغلبه على الباي.  وارتفعت معنويات المتمردين وظنوا بأنهم لا يقهرون. بعدها قام العثمانيون بإرسال جيش ثاني لكن بقيادة الشاهزاده أحمد بن بايزيد والصدر الأعظم علي باشا الخادم، في تلكة الفترة المضطربة من تاريخ الدولة العثمانية، كان أحمد أحد المطالبين بالعرش العثماني. استطاع جيش أحمد التطويق على المتمردين بالقرب من آلتین‌تاش. لكن عوضاً عن القتال حاول الشاهزاده أحمد كسب الانكشارية والذين كانوا يوالون أخيه سليم لكن مساعيه لم تنجح بإقناع الانكشارية بإنه الأنسب للعرش العثماني وقرر بعدها الانسحاب من المعركة. لاحظ شاه قلي انسحاب أحمد من المعركة ورأى بأنها فرصة مناسبة للهرب وفعلا استطاع الهرب. فقام الصدر الأعظم علي باشا الخادم بملاحقة شاه قلي بقوات قليلة وصغيرة، اشتبك الصدر الأعظم مع قوات المتمردين وانتهت المعركة بالتعادل لكن الصدر الأعظم وشاه قلي فقدا حياتهما في هذه المعركة في يوليو 1511م.
وقد أصدر السلطان بايزيد الثاني عام 1512م فرمان بإعلان الحركة الشاه قولية رمزا للشر وإطلاق هذه التسمية على أعداء الدولة من الداخل ومصادرة حقوقهم وعدم السماح لهم بإجراء المعاملات التجارية وملاحقتهم من قبل السلطات.